# قطعنامه ۸۰۷ شورای امنیت
قطعنامه ۸۰۷ شورای امنیت سازمان ملل متحد که در تاریخ ۱۹ فوریه ۱۹۹۳ تصویب شد، سندی بین‌المللی دربارهٔ کرواسی است. این قطعنامه طی نشست ۳۱۷۴ام با ۱۵ رای موافق، ۰ مخالف و ۰ ممتنع تصویب شد.